# Valley of the Shadow of Death
Valley of the Shadow of Death (« La vallée de l'ombre de la mort ») est une photographie prise le 23 avril 1855 durant la guerre de Crimée à Sébastopol. C'est l'une des photographies de guerre les plus célèbres et la plus connue d'un reportage de 360 images réalisées par Roger Fenton dans ce qui constitue la première commande photographique d'un reportage de guerre dans l'histoire de la photographie.

## Histoire
C'est en 1854, alors que le public britannique suit de loin les évènements de la guerre de Crimée où la coalition de l'Empire britannique, du Second Empire français, du royaume de Sardaigne, et de l'Empire ottoman combattent l'Empire russe, que de puissants amis et patrons de l'entourage de Roger Fenton – parmi lesquels le prince Albert et le duc de Newcastle, secrétaire d'État à la Guerre – pressent Fenton d'aller en Crimée pour documenter les événements. L'éditeur et marchand d'art Thomas Agnew & Sons finance le projet.
Une première tentative de joindre une mission photographique à l'armée fut un échec car le navire fait naufrage et l'équipe et le matériel sont perdus. Une seconde tentative est menée pour former des officiers mais la technique est délicate et ne permet pas une formation à la hâte, raison pour laquelle la Royal Photographic Society est approchée et Fenton désigné.

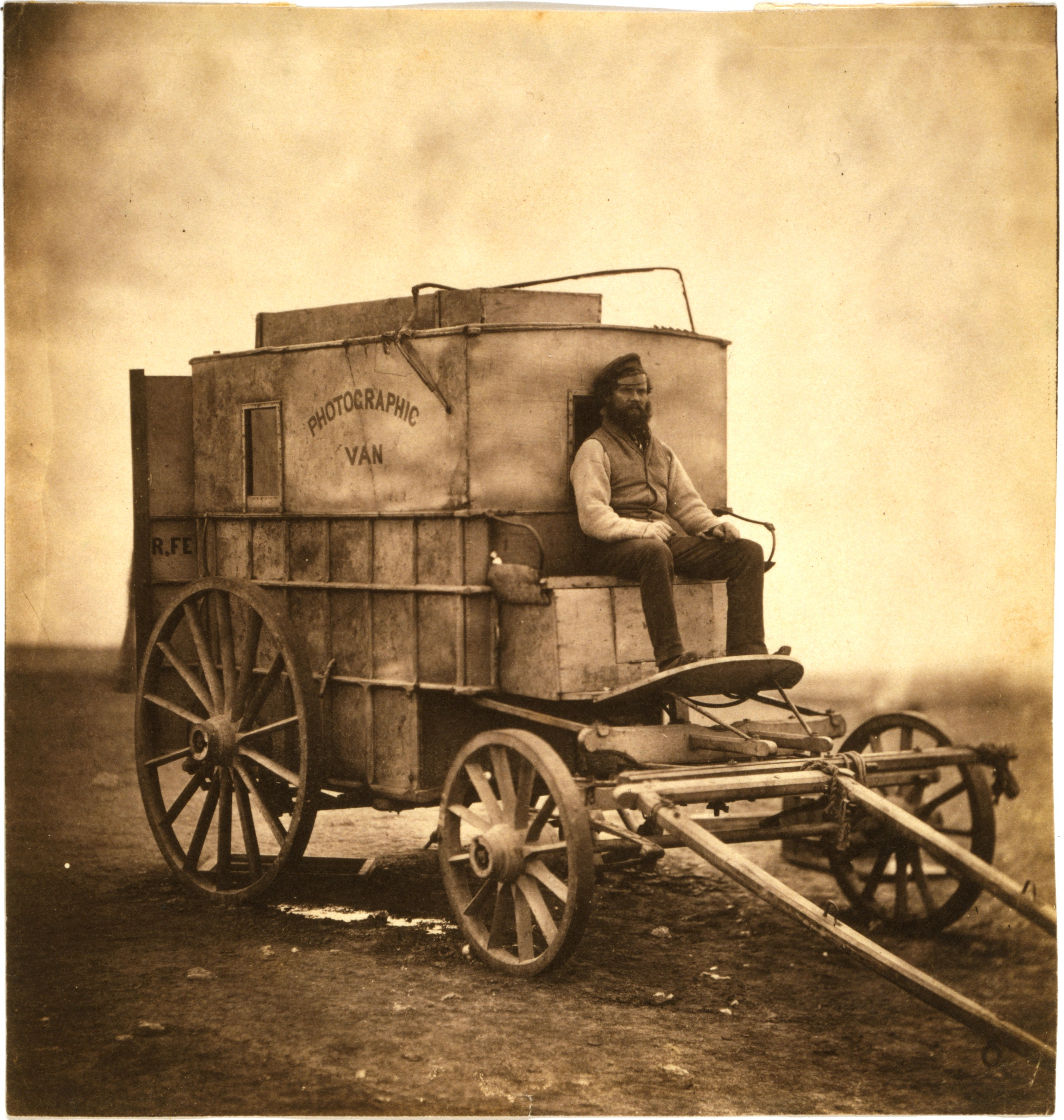
Marcus Sparling, l'un des deux assistants de Roger Fenton, et la roulotte photographique utilisée pour le reportage en Crimée. Tirage sur papier salé de, 1855.

L'encombrement du matériel et les contraintes techniques de l'époque ne permettent à Fenton que la réalisation de photos posées, donc aucun combat en action. Il réalise un ensemble de 360 photographies prises avant et après les combats. Les images sont délibérément “acceptables“, ne montrant aucun cadavre ni blessé, pour ne pas heurter la morale victorienne de l'époque.
Les photographies servent de base à des gravures publiées dans le journal alors hebdomadaire The Illustrated London News (« Les Nouvelles illustrées de Londres »), dont le tirage augmente à 200000 exemplaires par semaine à cette occasion.
Le lieu présumé de la prise de vue, ou évoqué par la prise de vue, était surnommé The Valley of Death (La vallée de la mort) par les soldats britanniques car sous le feux constant des canons. L'emplacement véritable de la prise de vue n'est cependant pas celui correspondant à ce site : la configuration des lieux ne correspond pas et Fenton lui même dit avoir du se déporter d'une centaine de mètres (100 yards) pour prendre sa photo.
Lorsque Thomas Agnew montre la photographie dans une exposition à Londres dans un ensemble de onze tirages nommée Panorama of the Plateau of Sebastopol in Eleven Parts (« Panorama du Plateau de Sébastopol en onze parties »), il reprend le surnom donné à la vallée par les soldats britanniques et repris par Alfred Tennyson dans son poème inspiré de la charge de la brigade légère de la bataille de Balaklava durant le siège de Sébastopol, et le transforme en Valley of the Shadow of Death (« La vallée de l'ombre de la mort ») pour évoquer aussi une source biblique (le Psaume 23).

## Recherche du lieu de prise de vue et énigme des deux versions

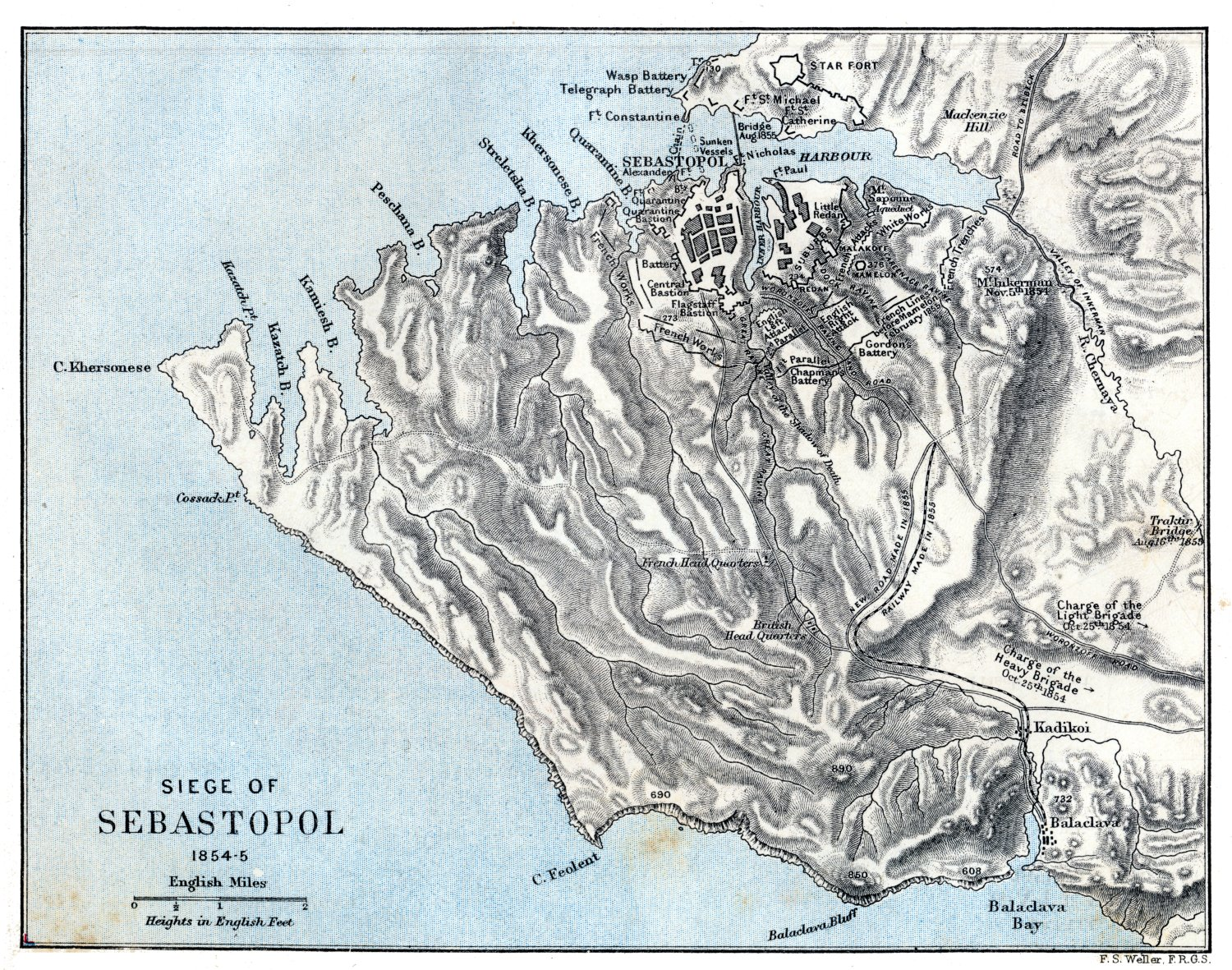
Vallée de l'ombre de la mort : possible site de la prise de vue, indiqué vers le centre de cette carte ancienne.

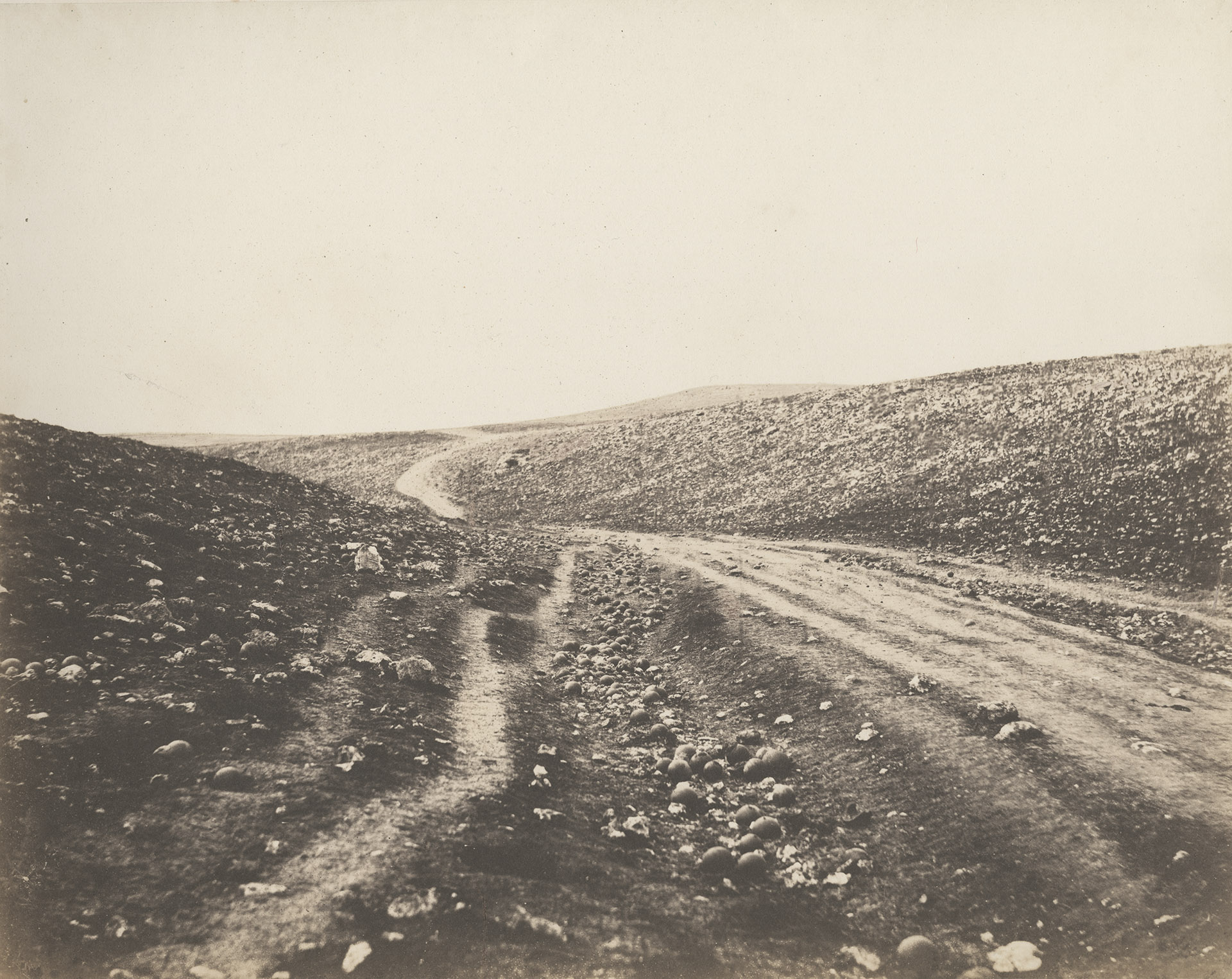
Valley of the Shadow of Death, version sans boulet sur le chemin, prise de vue du 23 avril 1855 et tirage original d'époque, conservé au Science Museum de Londres.

Le réalisateur Errol Morris se rend à Sébastopol en 2007 pour identifier le site de prise de vue de la « first iconic photograph of war » (« première photographie de guerre iconique »). Il enquête également sur une deuxième version de la photographie sur laquelle les boulets de canon ne sont pas sur la route mais sur le bas-côté et questionne l'authenticité des photographies. Plusieurs hypothèses sont émises sur laquelle des deux photographies a été prise en premier, mais Morris prouve que celle sans les boulets de canon est la première même s'il ne peut pas expliquer pourquoi et par qui les boulets ont été déplacés, et donc si Roger Fenton les a déplacés spécifiquement pour construire son image ou non,,. Selon la notice de la photographie du musée d'Orsay, “C'est peu probable car les combats qui faisaient rage alentour ne lui en ont probablement pas laissé le loisir”. Une autre hypothèse évoque le déplacement des boulets de canon par des soldats pour les récupérer.

## Voir aussi

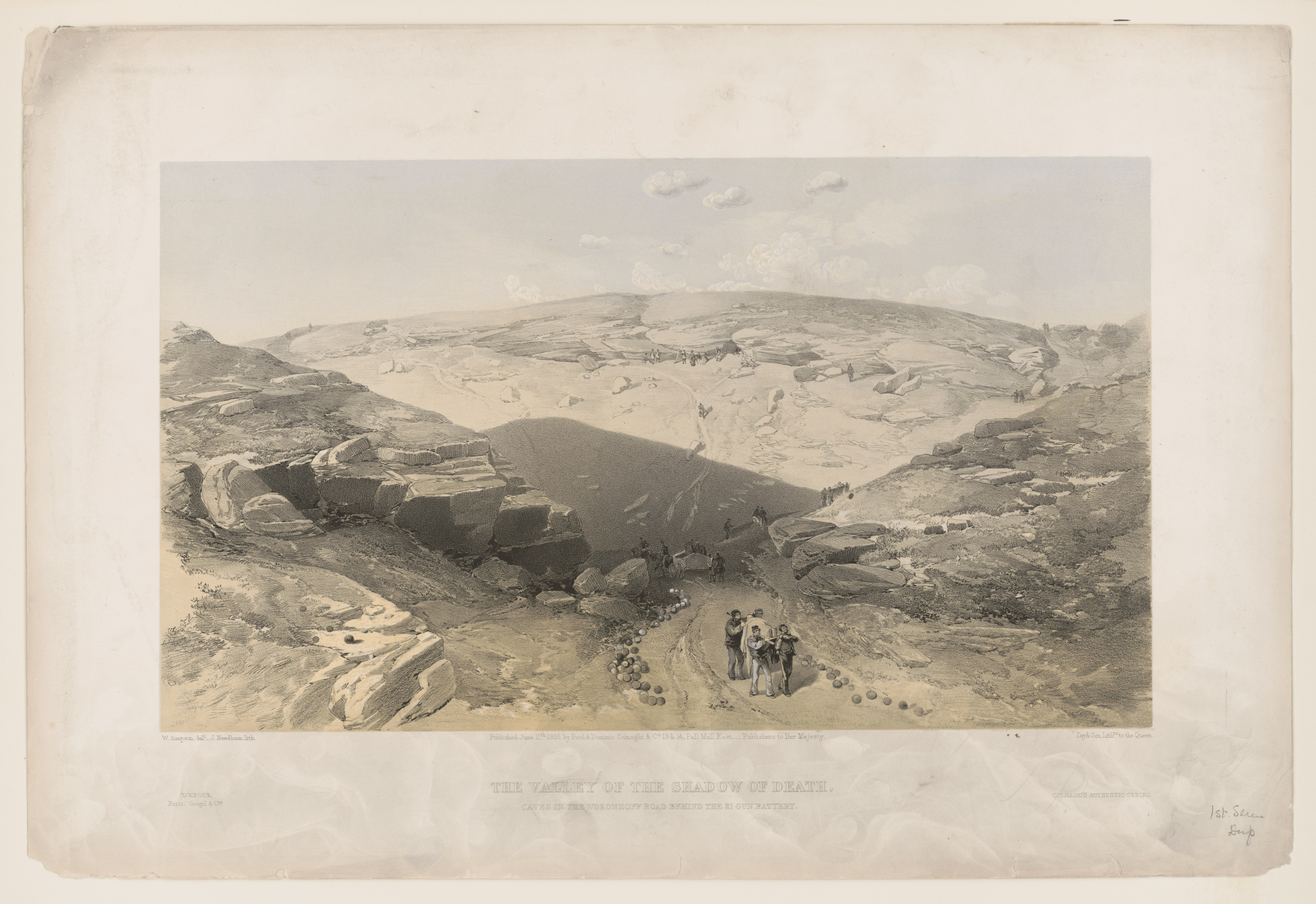
Valley of the Shadow of Death version peinte par William Simpson, même date.